# Općina Ohrid
Općina Ohrid (makedonski: Општина Охрид) je jedna od 80 općina Sjeverne Makedonije koja se prostire na jugozapadu Sjeverne Makedonije. 
Upravno sjedište ove općine je grad Ohrid.

## Zemljopisne osobine
Općina Ohrid prostire na istočnom dijelu kotline Ohridskog jezera.  Kotlinu zatvaraju planine, na istoku Galičica, a na sjeveru Ilinska planina.
Općina Ohrid graniči s Albanijom na jugu zapadu, te s teritorijem općine Debarca na sjeveru, s općinom Demir Hisar na sjevero istok, te s općinom Resen na istok.
Ukupna površina Općine Ohrid  je 389.93 km².

## Stanovništvo
Općina Ohrid  ima 55 749 stanovnika. Po popisu stanovnika iz 2002. nacionalni sastav stanovnika u općini bio je sljedeći; .

## Naselja u Općini Ohrid
Ukupni broj naselja u općini je 29, od njih su 27 sela i dva grada Ohrid i Lagadin.

## Pogledajte i ovo
- Grad Ohrid
- Ohridsko jezero
- Nacionalni park Galičica
- Sjeverna Makedonija
- Općine Sjeverne Makedonije

## Vanjske poveznice
- Službene stranice općine Ohrid
- Općina Ohrid na stranicama Discover Macedonia